# Bushcraft
Bushcraft este termenul folosit pentru  aptitudinile de supraviețuire pe termen lung. Este un termen mai popular printre vorbitorii de limba englezǎ, însă denumirea este din ce în ce mai asimilată și în limba altor popoare. Denumirea a fost popularizată  în emisfera sudică (Australia, Noua Zeelandă și Africa de Sud) de maiorul australian Les Hiddins cunoscut mai mult pentru emisiunile anilor 80, „Bush Tucker man“. În emisfera nordică omologul său,  Mors Kochanski și mai recent prin Ray Mears, termenul câștigă teren mai ales în Marea Britanie, prin emisiunile sale despre supraviețuirea pe termen scurt și lung în natură.  
Bushcraft este de fapt abilitatea de a supraviețui și a avea o viață decentă cu resursele oferite de natură. Aptitudinile „Bushcraft-ului“ sunt date de cunoștințele strămoșilor umani despre colectarea și folosirea resurselor din zonele în care trăiau.  Buscraft cuprinde o listă de aptitudini: obținerea și întreținerea focului, urmărirea și vânarea animalelor, construcția adăpostului, uzul obiectelor tăioase ca toporul și cuțitul, colectarea plantelor comestbile necultivate, sculptarea lemnului cu unelte simple (cuțit, topor, cuțit curbat), construcția de recipiente din materiale naturale, confecționarea sforilor, împletirea crenguțelor pentru construirea coșurilor sau obiecte de artizanat și multe altele. Acestea sunt abilitățile cunoscute strămoșilor noștri, multe dintre ele fiind folosite și astăzi printre popoarele băștinașe ale lumii sau chiar ca hobby pentru cei din țările puternic industrializate. 

## Originea termenului
Înainte de recenta popularizare venită din partea lui Ray Mears prin programele și documentarele sale, termenul a mai fost folosit și de scriitorul australian (de naționalitate irlandeză) Mors Kochanski. Cuvântul a fost folosit în sensul actual, în Australia, din 1800. Andrew Price i-a adus popularitatea prin minidocumentarele A-Z of Bushcraft. Termenul boșiman (în sensul de adept în bushcraft) a mai fost folosit în Africa de Sud și Australia în aceeași perioadă. Astăzi este mult mai comună denumirea bushcrafter pentru a descrie o persoană interesată de bushcraft.
Termenul a mai fost folosit în următoarele cărți (printre altele):
- Istoria explorărilor Australiei între 1788 și 1888 de Ernest Favenc; publicată în 1888.
- Strălucitoarea mea carieră de Miles Franklin; publicată în 1901.
- Picturile de campanie războiului din Africa de Sud (1899-1900) de A. G. Hales; publicată în 1901.
- Exploratorii Australiei și moștenirea lor de Ernest Favenc; publicată în 1908.
- Noi, cei din Never-Never de Jeannie Gunn; publicată în 1908.
- Viața Căpitainului Matthew Flinders de Ernest Scott; publicată în 1914.